# 대함탄도미사일
대함탄도미사일(ASBM, Anti-Ship Ballistic Missile)은 항공모함, 구축함을 공격하는 탄도 미사일이다.

## 역사
ASBM은 냉전시절 미국과 구 소련이 비용 등을 고려해 상호 개발하지 않기로 합의했다.

## 중국
탄도미사일은 낙하할 때 마하 10~15에 달하는 속도를 낸다. 때문에 함대의 방공망으로는 저지가 불가능하다. 중국은 냉전 시절 구소련이 구상했던 ASBM 개념을 차용해 2005년과 2006년 시험발사했다. 미 해군정보국(ONI)은 2009년 7월 보고서에서 "중국의 1,500km 급 ASBM이 실전배치될 것이며, 이는 태평양에서 미 항공모함에 위협이 될 것"이라고 분석했다.
DF-21D는 세계 최초이자 유일의 대함 탄도미사일(ASBM)이다. 중국 잠수함을 의식해 미국 항공모함이 중국 본토에서 1,000km는 떨어져야만 한다. 1,000km는 항모 탑재 전투기들의 작전 한계 거리다. 게다가 대함탄도탄 DF-21 ASBM의 위협이 추가돼 공격받지 않으려면 1,000km쯤 더 후퇴해야 한다. 중국 연안까지 ‘맘 놓고 다녔던’ 미국이 이젠 2,000km 앞까지만 가는 상황이 된 것이다.
탄도미사일 특성상 마하 10-15에 달하는 속도는 정확성 측면에서는 손해보는 측면이 있다. 따라서 미군 항모 전단을 탐지하는 능력도 떨어지는 중공이 ASBM을 활용하여 항모를 타격한다는 건 아직은 검증되지도 확신되지도 않는 상황이다.

## 북한
1990년대 초 북한이 개발하기 시작한 스커드-ER은 2003년부터 실전에 배치되기 시작했으며 공식적으로 확인된 건 2007년이다. 옛 소련의 스커드-D를 모델로 했다. 2000년 처음 시험발사해 700km를 비행했다. 사거리 1,000km 탄두중량 500kg이다.
2016년 9월 5일 삿갓몰 미사일 기지에서 1,000km의 스커드-ER을 발사했다.
2017년 3월 6일 07시 34분, 북한이 스커드-ER을 발사했다. 한미연합군은 독수리연습 중인데도, 2분이나 지나서야 동해의 세종대왕함, 그린파인 조기경보레이다로 발견했다. 액체연료에 마하 7-8인 스커드-ER은 2분이면 300km를 비행한다. 동창리 미사일 기지에서 4발을 발사했으며, 최고고도 260km, 평균 1,000km를 비행했다. 동창리 미사일 기지에서 서울까지는 310km 떨어져 있다. 2018년 미국에서 이슈가 된 삿갓몰 미사일 기지에서 서울까지는 120 km 거리로, 그린파인 조기경보레이다가 탐지하기 전에 서울에 핵공격이 완료된다.
2017년 4월 25일, 스커드-ER 개량형을 인민군 창군일 열병식에 최초로 공개했다. 탄두부분에 카나드가 달려 있는게 특징이다. 장갑차 형태의 발사대 차량을 사용한다.
2017년 5월 29일, 스커드-ER 개량형을 시험발사했다. GPS 유도가 되며, 북한은 CEP 7 m라고 자랑했다. 미사일 불꽃은 치마형(고체)이 아닌 촛불 형태를 나타내 액체 연료를 쓴 것으로 추정된다. 김정은 위원장이 직접 참관했다. 노동신문은 1년만에 개발했다면서, 대함탄도미사일(ASBM)로도 사용된다고 보도했다. 이동하는 항공모함을 공격하려면, 레이다 락온이나 광학카메라 락온 기능이 있어야 하는데, 있다는 의미로 보인다.

## 같이 보기
- 대함 미사일
- 순항 미사일
- 지대지 미사일
- 탄도탄 요격 미사일